# Hülsenlose Patrone
Bei einer hülsenlosen Patrone (auch: hülsenlose Munition) fehlt im Vergleich zu einer herkömmlichen Patrone die Patronenhülse, die das Treibmittel umgibt. Sie besteht lediglich aus dem Treibmittel, der Zündvorrichtung und dem Projektil. Hülsenlose Munition zielt vor allem darauf, die meist aus Metall gefertigte Patronenhülse als Kosten- und Gewichtsfaktor einzusparen. Damit kann ein Soldat bei gleicher Gewichtsbelastung mehr Patronen tragen. Außerdem verbleibt in der Waffe nach dem Schuss keine Hülse, die herausgezogen und ausgeworfen werden muss. Dies vereinfacht die Konstruktion der Waffe.

## Vorgeschichte
Erfindungen zu hülsenloser Munition waren bereits im 19. Jahrhundert bekannt. Die „Waffen- und Maschinenfabriks-Actien-Gesellschaft“ in Budapest hatte 1898 das österreichische Patent Nummer 2318, in dem eine „Pistole mit schwingendem Blockverschluss“ beschrieben wurde. Diese Pistole hatte ein Röhrenmagazin mit Kugeln, in denen die jeweils für den Abschuss benötigte Treibladung enthalten war.

## Aufbau und Anforderungen

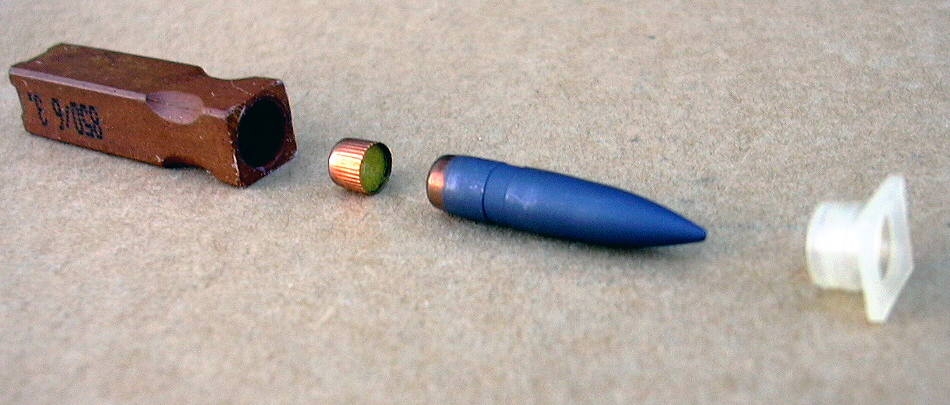
Zerlegte hülsenlose Patrone des HK G11, 4,73 × 33 mm

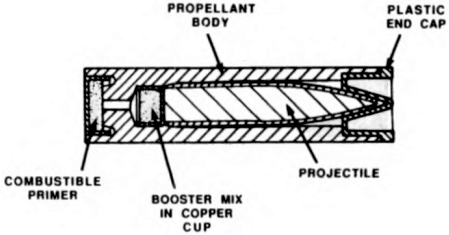
Schnittdarstellung einer hülsenlose Patrone im Kaliber 4.92 × 34 mm von Heckler & Koch

Da sich viele hülsenlose Munitionsarten noch in der Entwicklung befinden, lässt sich deren Aufbau nur auf grundlegende Dinge reduzieren. Bis auf die Hülse sind alle Bestandteile herkömmlicher Munition vorhanden (Treibmittel, Zündvorrichtung, Projektil). Die Komponenten werden durch eine Art Klebstoff oder durch das Treibmittel zusammengehalten.

### Vorteile
Eine solche Patrone wiegt etwa 50 Prozent einer herkömmlichen Patrone und hat 40 Prozent weniger Volumen. Sie ist in der Herstellung, dem Transport und der Lagerung etwa 40 Prozent billiger. Eine Auswurfhemmung ist erheblich weniger wahrscheinlich oder gar unmöglich.

### Nachteile/technische Hürden
Es ist schwieriger, den Verschluss gegen das Entweichen von Gasen abzudichten. Patronenhülsen führen einen Großteil der Verbrennungswärme aus der Waffe ab; bei hülsenloser Munition entfällt dieser Vorteil. Eine schneller überhitzende Waffe führt schneller zum Cook off. Das Treibmittel muss eine höhere Zündtemperatur aufweisen oder elektrisch durch einen Initialzünder gezündet werden.

## Verwendung
Die Entwicklung des G11-Gewehr von Heckler & Koch, das Munition dieses Typs nutzt, wurde 1990 erfolgreich abgeschlossen, eine Serienproduktion fand aber nicht statt. Die Waffe durchlief verschiedene Prototypenstadien und Testreihen und wurde dann trotz Serienreife aufgrund der geänderten politischen Lage nicht beschafft. Die erste kommerzielle Waffe mit hülsenloser Munition war dann 1991 die Voere VEC 91.
Verschiedene andere Entwicklungen haben stattgefunden oder sind im Gang.
- Die Patrone 4,73 × 33 mm für das Gewehr Heckler & Koch G11.
- Die Patrone 5,7 × 26 mm UCC oder 6 mm der Voere VEC 91.[5]

## Galerie

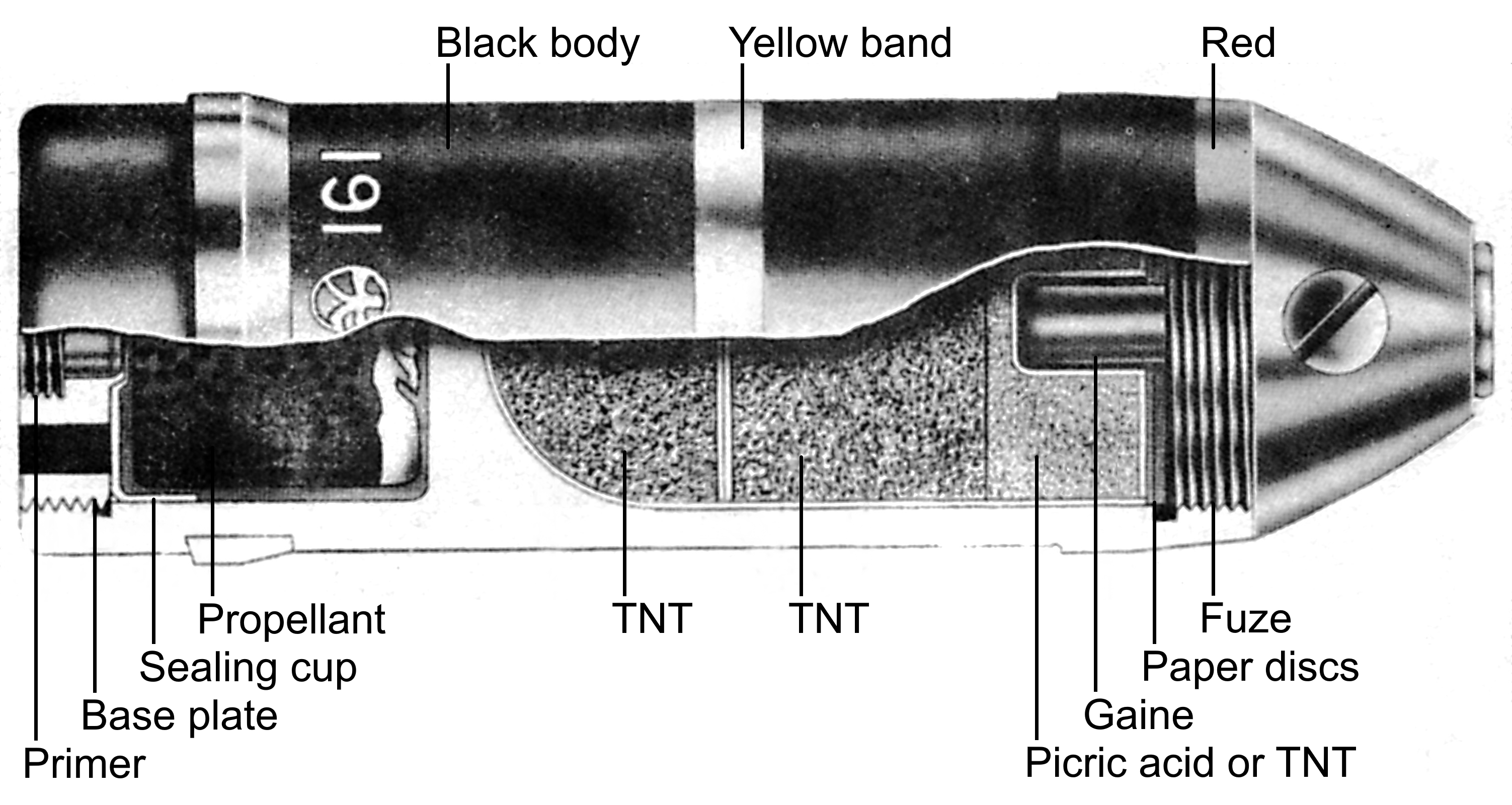
40-mm-Patrone für die Kanone Ho-301, welche in der Ki-44 und 45 verbaut wurde
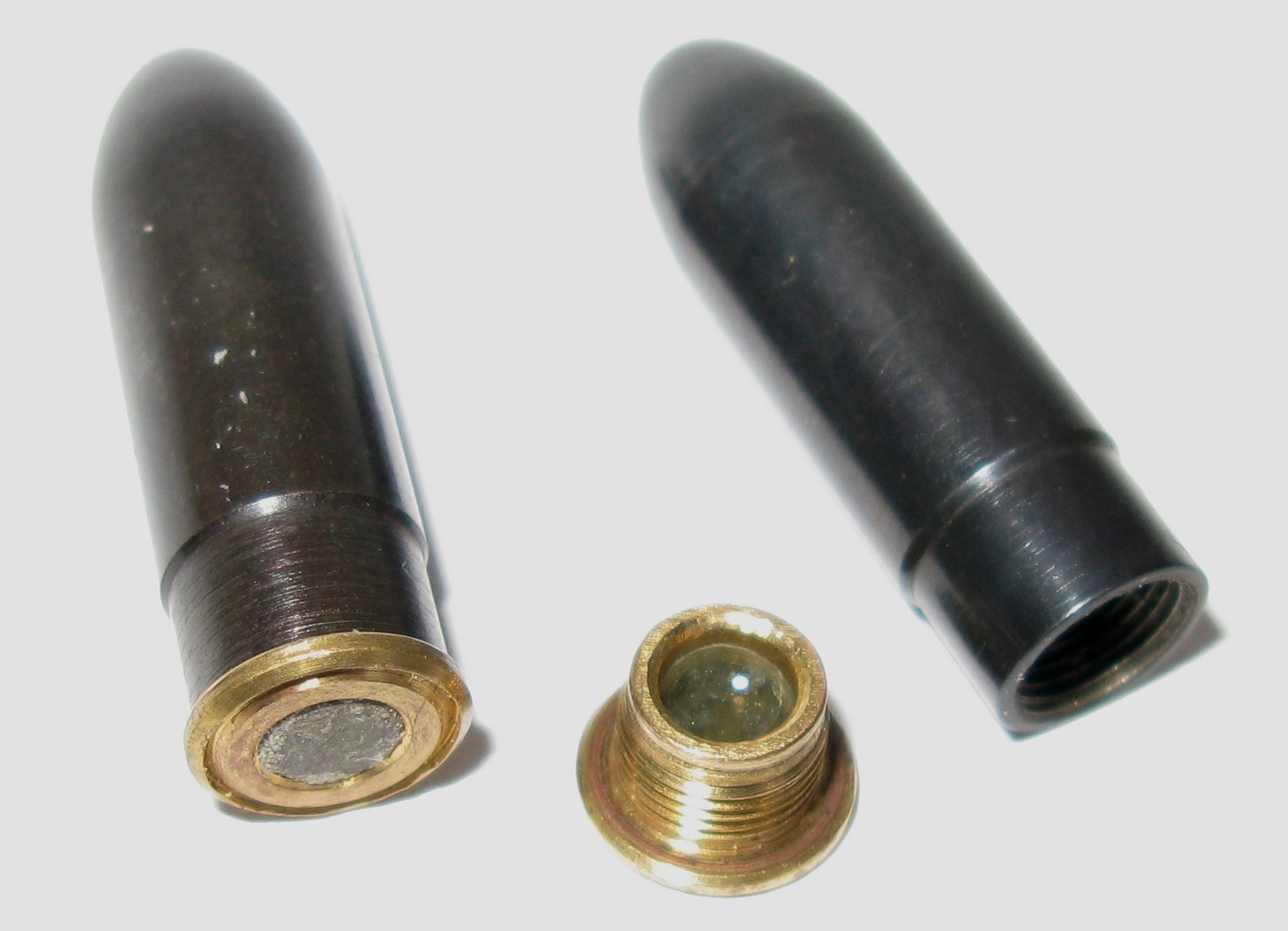
7,62-mm-Patrone Gerasimenko mit und ohne Anzündhütchen für die Pistole VAG-73
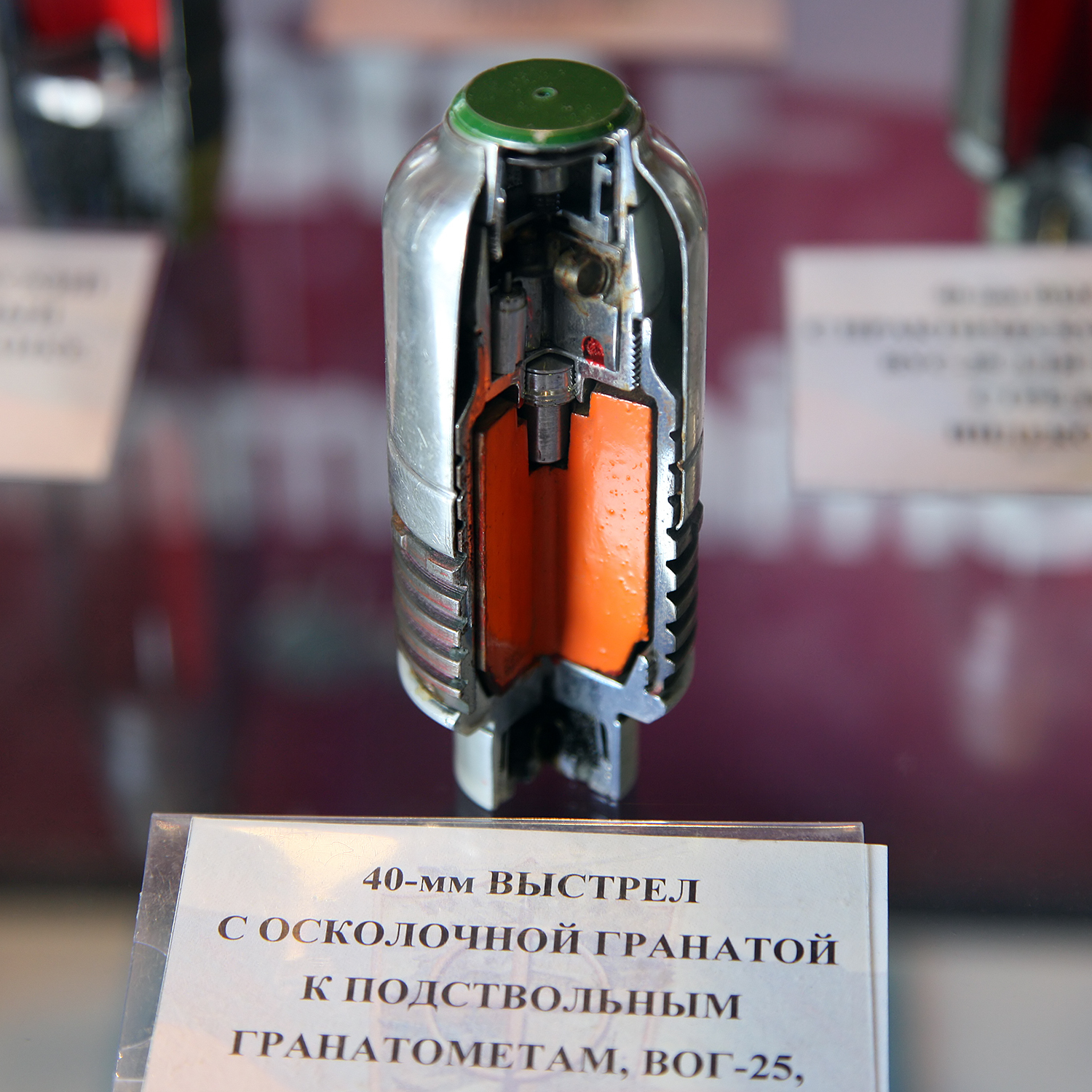
40-mm-Patrone VOG-25 (7P17), welche u. a. vom GP-30 verschossen wird
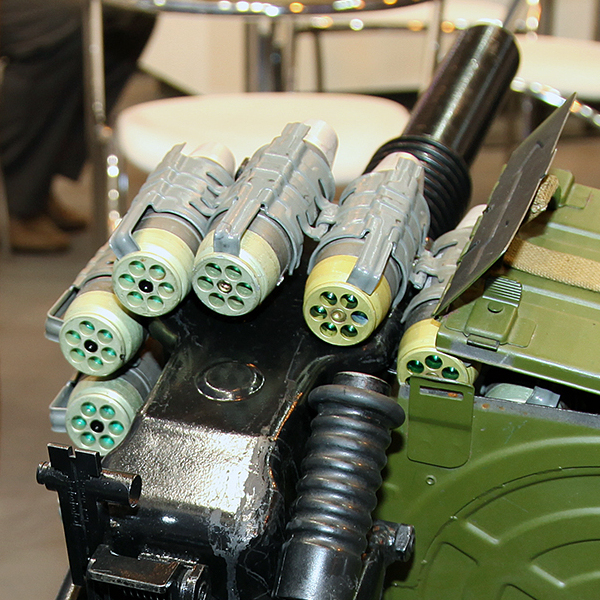
Granatwerfer AGS-40, ein Nachfolger des AGS-30, mit 40-mm-Patrone 7P39